# Вандан (посёлок станции)
Ванда́н — посёлок станции в Амурском районе Хабаровского края. Входит в состав Литовского сельского поселения.

## География
Посёлок находится на железнодорожной линии Волочаевка II — Комсомольск-на-Амуре между станциями Джелюмкен и Форель.

## Население
| 2002 | 2010 | 2011 | 2012 | 2021 |
| ---- | ---- | ---- | ---- | ---- |
| 45   | ↘10  | →10  | ↘6   | ↘3   |